# Contrafort
|  | Aquest article tracta sobre els contraforts en arquitectura. Vegeu-ne altres significats a «Contrafort (geografia)». |

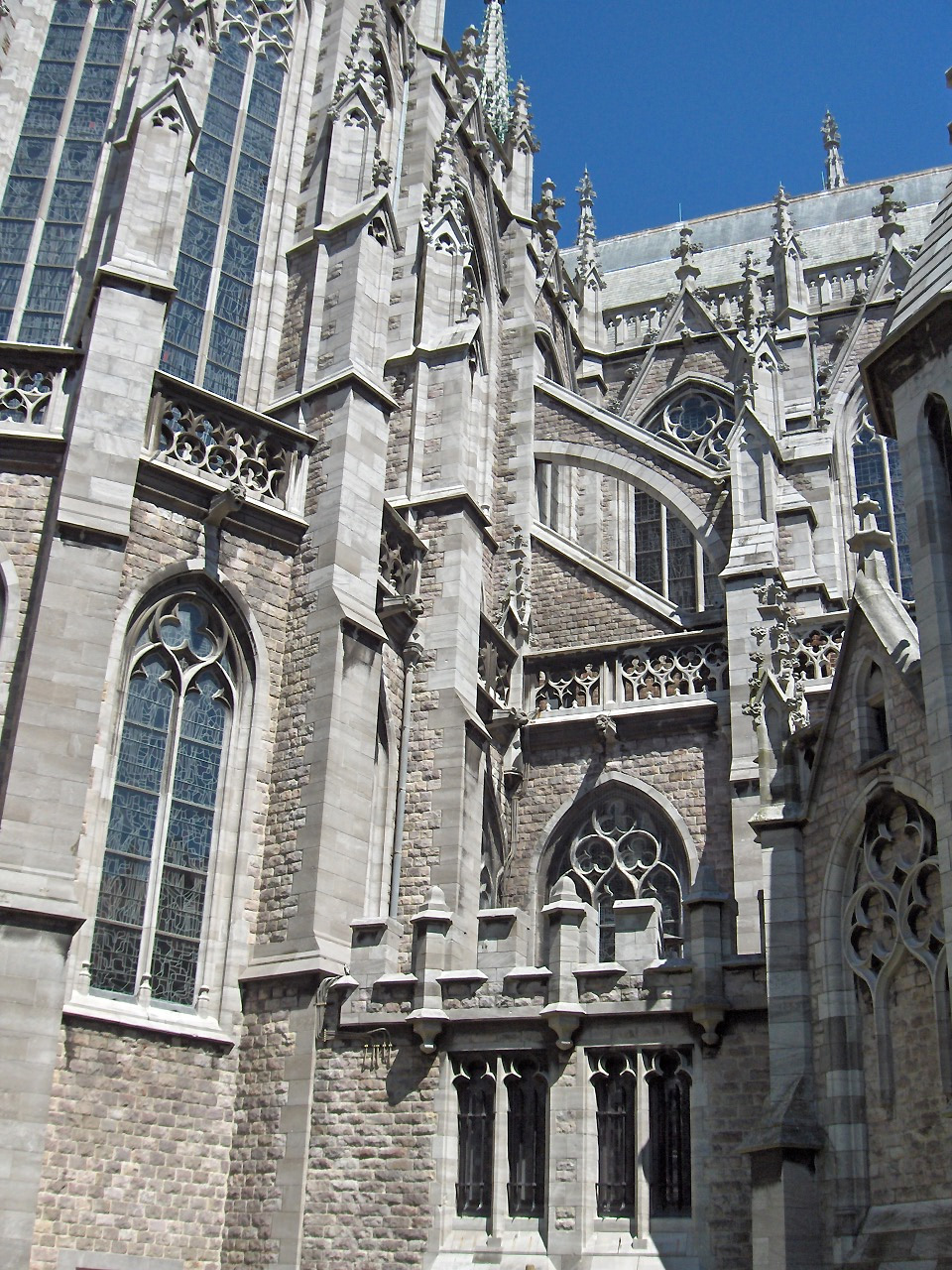
Contraforts de l'església de Sint-Petrus-en-Pauluskerk d'Oostende a Bèlgica

Un contrafort és un pilar, sortint, que fa cos amb un mur i li serveix de reforç perquè resisteixi l'empenta d'una volta, d'un arc, etc.
Solen trobar-se als laterals i a la part posterior d'esglésies o catedrals tant romàniques com gòtiques. En l'estil gòtic, a diferència del romànic, se solien decorar per a contribuir a l'elegància del conjunt.

## Història
L'arquitectura persa, romana i romana d'Orient generalment posposa els mitjans de topall, normalment particions, a l'interior. De vegades empren contraforts que semblen una columna compromesa o pilastra.
Els contraforts són típics de l'arquitectura romànica, especialment en l'arquitectura cristiana. Així, en les esglésies d'una sola nau, la resistència a l'empenta és proporcionada per murs amb contraforts. Els mestres paletes romans redueixen el contrafort al que requereix el seu paper: un simple estímul vertical de costats baixos coronats amb un esmalt. A les esglésies de tres naus, la resistència a l'empenta a la nau central és proporcionada pels contraforts, que són els mateixos pilars, anomenats pilars de contrafort.
Per garantir una estabilitat suficient, els mestres paletes reforcen les parets exteriors amb contraforts i emprenen un artifici en voladís que els constructors gòtics s'erigiran en el mètode: els pilars es reforcen externament per un esperó que es recolza en voladís sobre els lloms de les voltes de les naus laterals. L'originalitat a l'escola auvernesa és connectar els contraforts dos a dos per mitjà d'una arcada externa (arcs col·locats en una mènsula) que endureix la paret i tot l'interès en el suport.

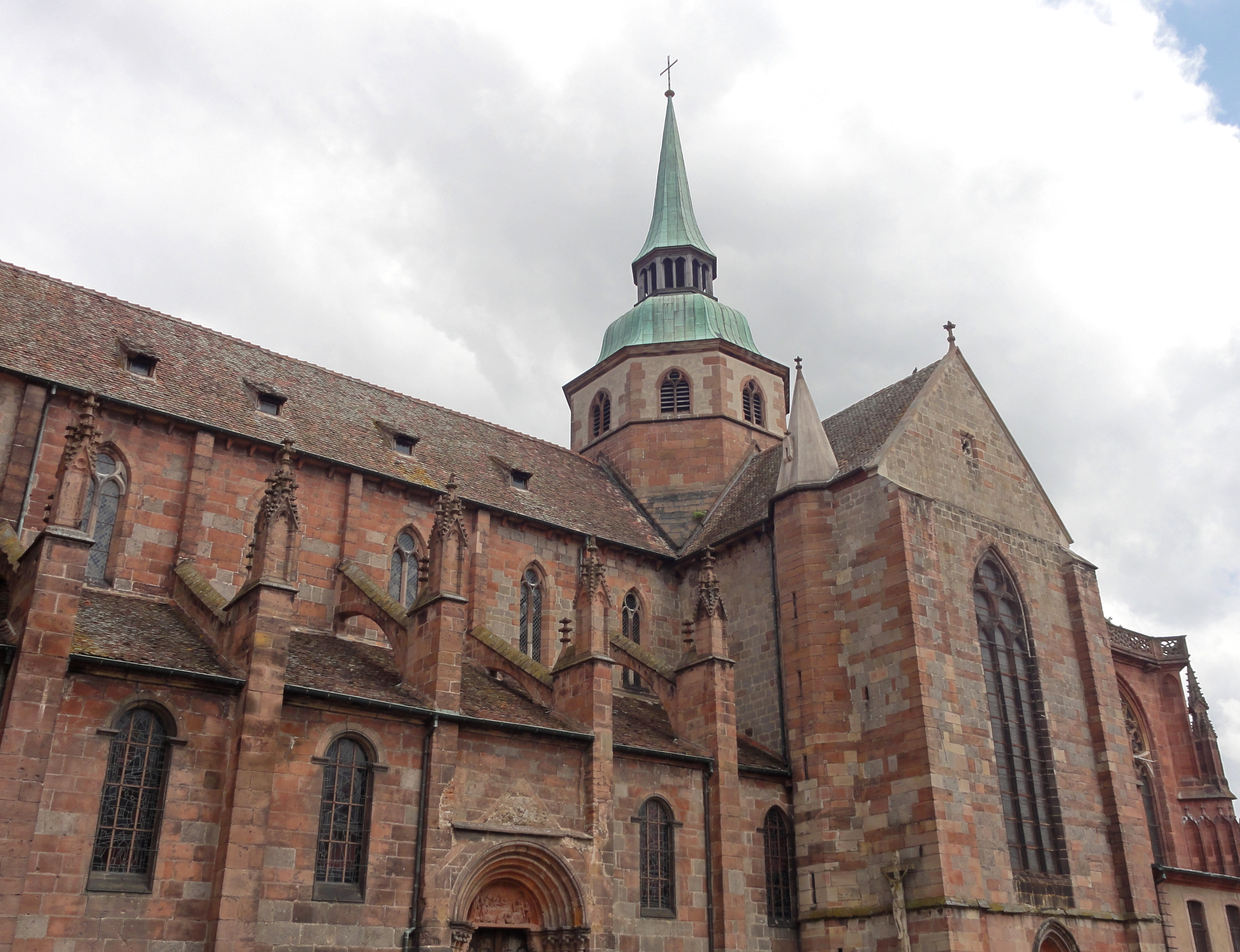
Contraforts de l'església de Sant-Georges Sélestat
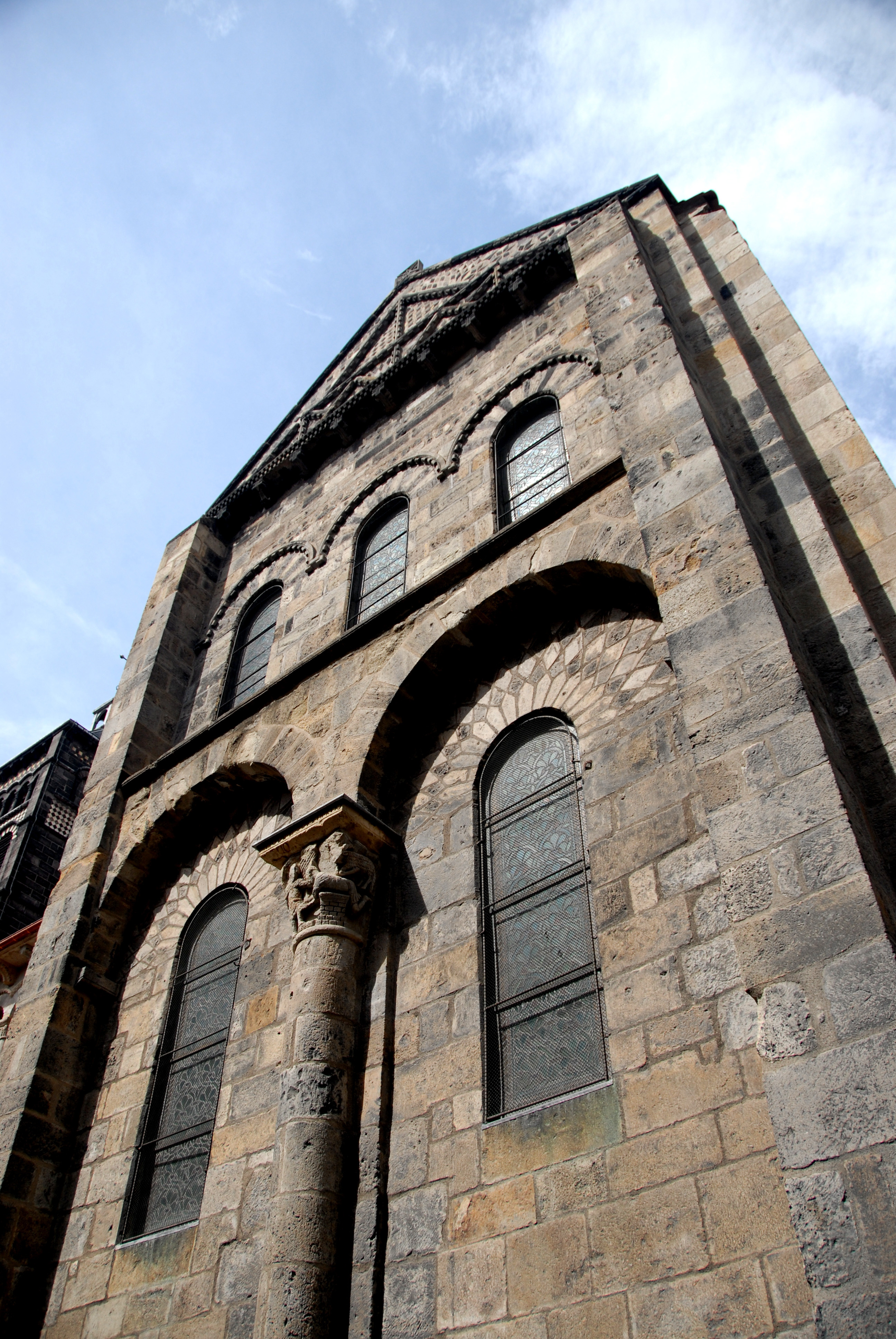
Contraforts connectats amb arcs, Basílica de Nostra Senyora del Port

Tanmateix, és sobretot una arquitectura ogival que ha fet ús intensiu d'aquests elements arquitectònics, associats a l'arc, per recolzar les parets de les naus que havien de suportar les altes voltes. Els contraforts s'alleugen gradualment per convertir-se en lleugers arcbotants en l'arquitectura gòtica, però no s'ha de confondre amb les simples columnes compromeses de les pilastres planes, que no reforcen substancialment la paret.

## Galeria

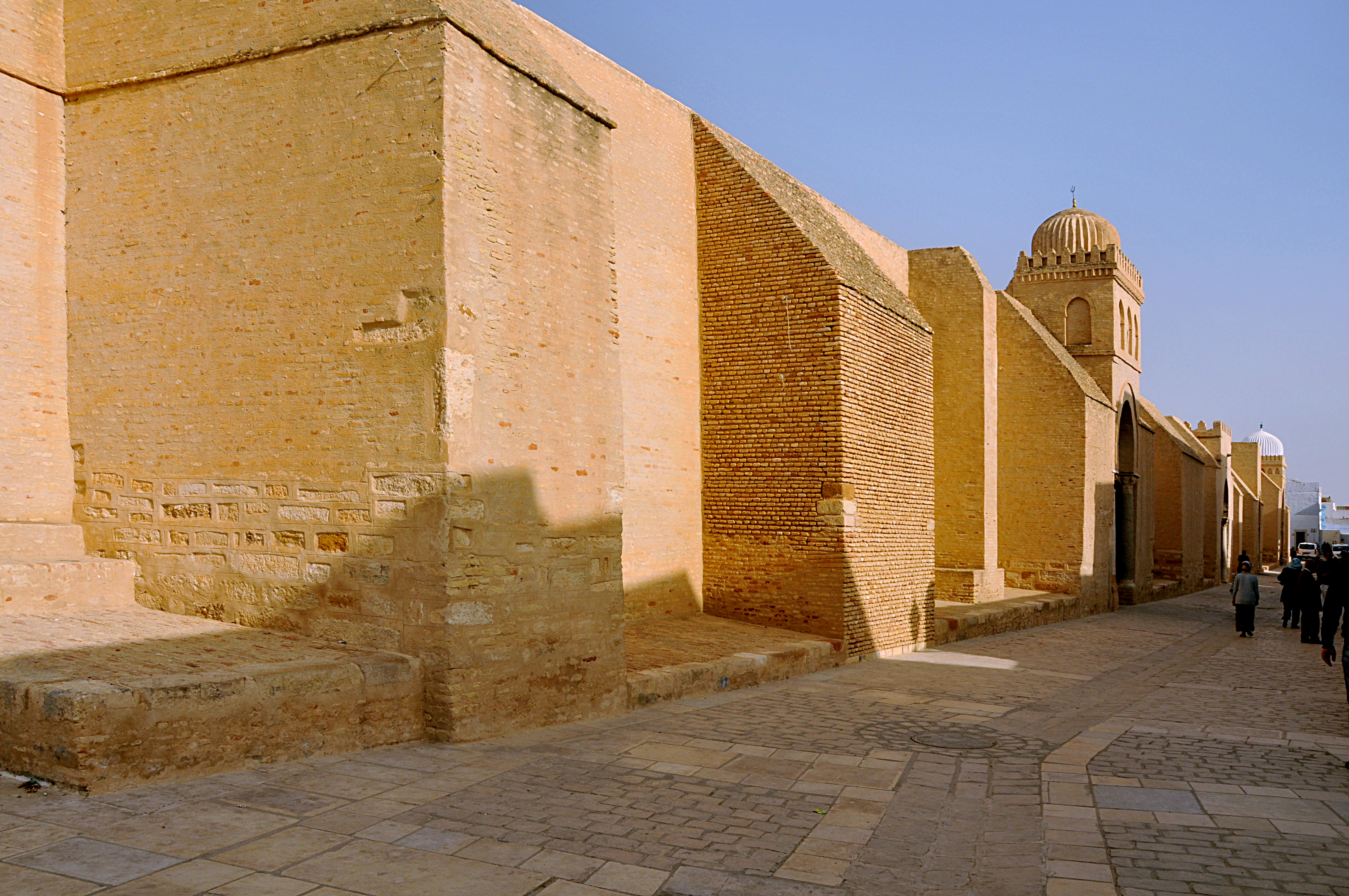
Contraforts de la paret perimetral oest de la Gran Mesquita de Kairuan que es troba a la ciutat de Kairuan a Tunísia.
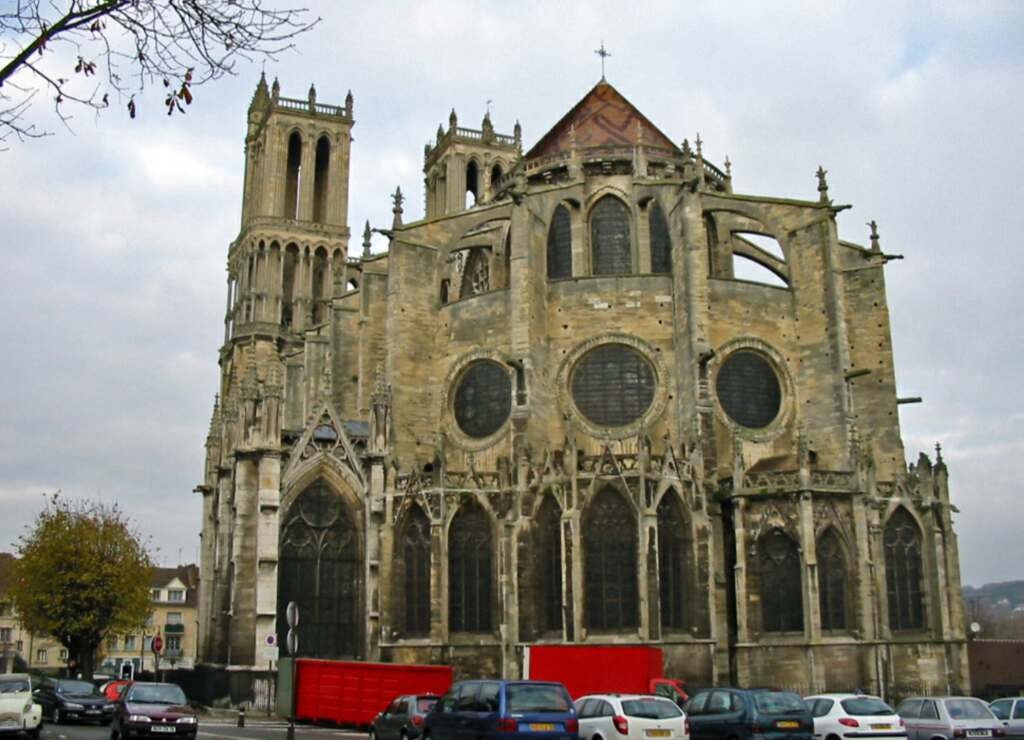
Contraforts de capçalera de la Col·legiata de Nostra Senyora de Mantes-la-Jolie.
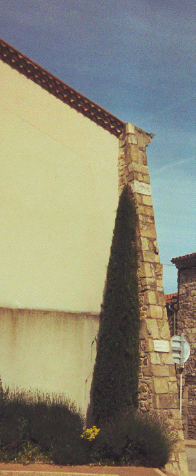
Contrafort en l'arquitectura civil.
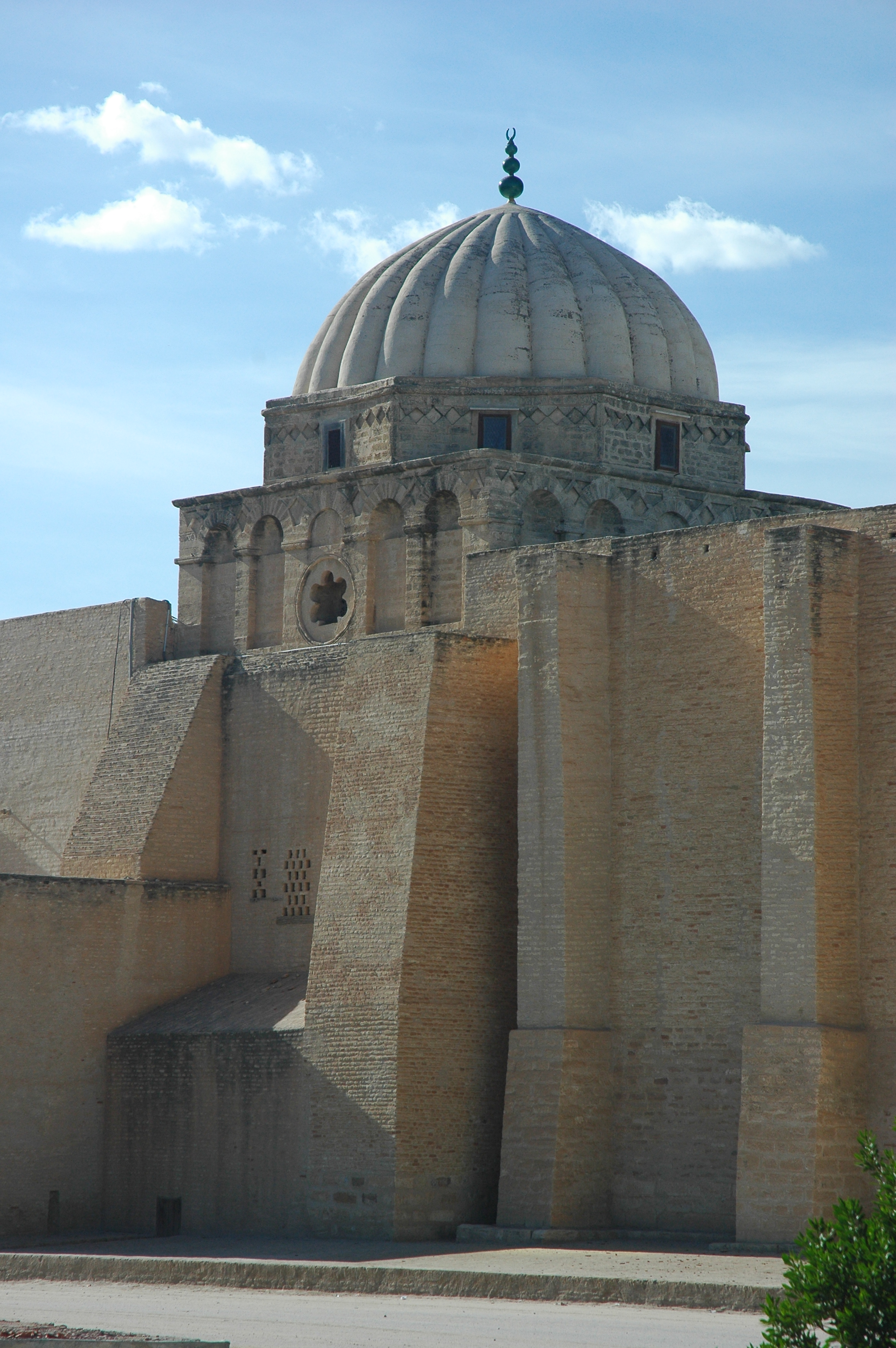
Contraforts de la façana sud de la Gran Mesquita de Kairuan a Tunísia.
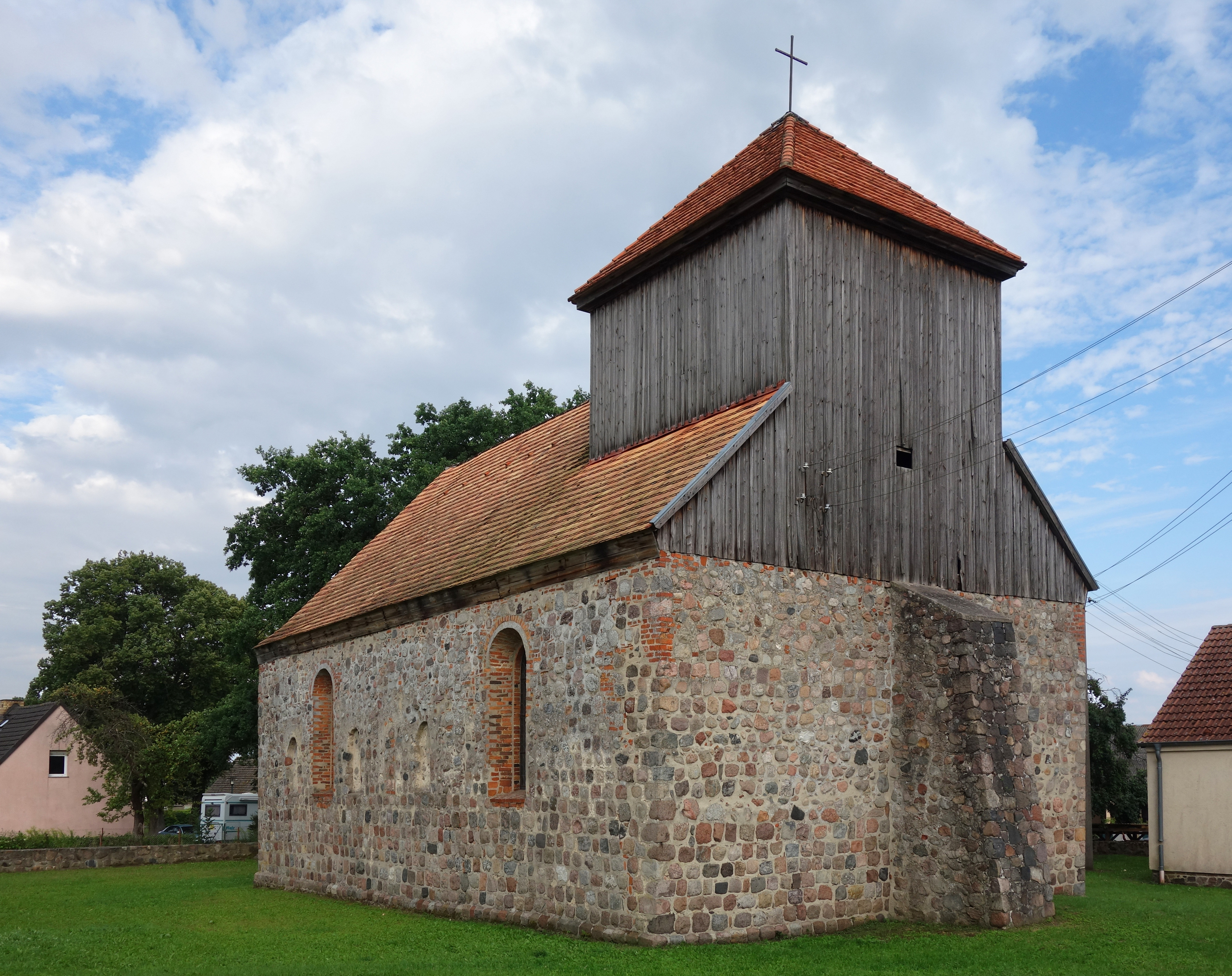
Contrafort del mur occidental d'una església rural a Brandenburg.